# Кошмар на улице Вязов 7: Новый кошмар
«Кошмар на улице Вязов 7: Новый кошмар Уэса Крэйвена» (англ. Wes Craven's New Nightmare) — американский метаслэшер 1994 года режиссёра Уэса Крэйвена, седьмой фильм серии «Кошмар на улице Вязов» о маньяке Фредди Крюгере. Премьера фильма состоялась 9 сентября 1994 года, премьера на DVD 25 сентября 2008 года. В США фильм собрал $18 090 181, это самые низкие сборы за все фильмы, из них в первый уик-энд $6 667 118.
Картина также известна под другими названиями — A Nightmare On Elm Street Part 7: The Ascension и A Nightmare On Elm Street 7: The Real Story.

## Сюжет
На съёмках очередной серии фильма «Кошмар на улице Вязов» происходит несчастный случай: новая, технически совершенная перчатка Фредди убивает работников со спецэффектами и ранит Чейза Портера — мужа Хезер Лэнгенкэмп, исполнительницы роли Нэнси. Сын Хезер исчезает непонятным образом. Но вот Хезер просыпается из-за землетрясения и понимает, что это был всего лишь сон. Однако её муж порезал пальцы именно так, как это случилось в её сне.
Чейз уезжает на съёмки нового рекламного ролика, а Дилан начинает странно себя вести. Няня мальчика, Джули, считает, что это всё из-за пугающих звонков от сумасшедшего поклонника актрисы — Хезер нервничает, и Дилан чувствует это. Снова раздаётся звонок, но это всего лишь шофёр, который должен отвезти Хезер на шоу, посвящённое девятой годовщине выхода фильма «Кошмар на улице Вязов». Там она встречает своего партнёра, Роберта Инглунда в гриме Фредди. Это пугает девушку.
Вскоре она получает приглашение от продюсера компании New Line Cinema заехать в его офис. Там она узнаёт, что руководство компании готово воскресить Фредди. Уэс Крейвен, автор первого фильма, пишет новый сценарий — идеи он черпает из своих собственных ночных кошмаров, а её муж работает над новой перчаткой Фредди. Хезер не хочет возвращаться в индустрию ужасов, поэтому отвергает это предложение. Приехав домой, Хезер находит Дилана в истерическом состоянии.
Перед сном Дилан рассказывает матери о таинственном человеке из снов, который пытается схватить мальчика. Но динозаврик Дилана, Рекс, защищает своего хозяина, пока тот спит.
Фредди убивает Чейза, когда тот был за рулём. Полиция сообщает Хезер о смерти её мужа. Девушка приезжает в больницу на опознание. Сдерживая слёзы, она неожиданно находит на теле мужа странные порезы. На похоронах Чейза присутствует Роберт Инглунд и другие актёры из предыдущих частей «Кошмара на улице Вязов». Хезер посещает странное видение, будто Фредди утягивает её сына в гроб умершего мужа. Теперь девушка начинает всерьёз задумываться над происходящим. У Дилана снова приступ. Мальчик спрашивает, почему умер его отец, Хезер отвечает, что Господь решил — время пришло. На следующий день взволнованная мать делится своими переживаниями со своим близким другом — Джоном Сэксоном, исполнителем роли лейтенанта Томпсона, отца Ненси. Хезер боится, что она собрала всё сумасшествие своей семьи и передала это Дилану.
После новых приступов Хезер решает показать Дилана врачу. Она кладёт мальчика в больницу, а тем временем едет к Уэсу. Сценарист делится с ней своими соображениями о том, что Фредди не просто герой фильма ужасов, а некое абсолютное зло, воплотившееся в наше время в образе экранного маньяка-убийцы. Хезер понимает, что теперь границы между реальностью и вымыслом стёрты, а Уэс прекрасно осознаёт положение вещей — Фредди ищет пути к свободе. Единственный человек, способный остановить его — Хезер. А для этого надо снять новый фильм. Дома на Хезер нападает Фредди. Девушка спешит в больницу к сыну, где обнаруживает Джули. Её не покидает ощущение, что над Диланом нависла опасность.
Тем временем главный врач приходит к выводу, что Дилан ведёт себя странно из-за того, что Хезер позволяла смотреть ему свои фильмы — мальчику кажется, что за ним гонится Фредди Крюгер. Между тем, Фредди нападает на Джули в реальном мире и убивает её. Мальчик пропадает из больницы. Хезер находит его вместе с Джоном у себя дома, однако это уже не её дом, а особняк № 1428 по улице Вязов. Джон же оказывается не актёром Сэксоном, а лейтенантом Томпсоном, который искренне удивлен, почему Нэнси называет его Джоном. Хезер ползёт в кровати по следу из таблеток, как в любимой сказке её сына о Гензель и Гретель, и попадает в царство Фредди — некую помесь котельной с руинами античных дворцов и подземелий. Там она встречает напуганного Дилана, а впоследствии и Фредди. Между девушкой и маньяком завязывается борьба, в которой монстр едва не одерживает верх. Дилан помогает матери, и оба они засовывают Крюгера в большую огненную печь. Бойлерная начинает рушиться, и в самый последний момент Хезер и её сын вылетают из-под кровати в реальный мир.
Наступило утро, мать и сын сидят на кровати Дилана. Мальчик находит сценарий нового фильма о Крюгере, а там и записку, в которой Уэс благодарит Хезер за то, что она решилась в последний раз сыграть в его фильме и дать отпор Фредди. Дилан просит маму почитать ему сценарий, и Хезер начинает громко зачитывать ему напечатанный текст с самой первой сцены.

## В ролях
- Роберт Инглунд — Фредди Крюгер / играет самого себя
- Хезер Лэнгенкэмп — играет саму себя / Нэнси Томпсон
- Мико Хьюз — Дилан Портер
- Дэвид Ньюсом — Чейз Портер
- Трейси Миддендорф — Джули
- Джон Сэксон — играет самого себя / Дональд Томпсон
- Уэс Крэйвен — играет самого себя
- Тьюзди Найт — играет саму себя
- Ник Корри — играет самого себя
- Роберт Шей — играет самого себя
- Сара Ришер — играет саму себя
- Мэтт Уинстон — Чак Уилсон
- Роб Лэйбель — Терри Финштайн
- Френ Беннет — Кристин Хеффнер, доктор
- Лин Шей — медсестра с лекарством
- Джессика Крейвен — младшая сестра со шприцем
- Рей Глензман — патрульный
- Йонда Девис — женщина-патрульная
- Джефф Дэвис — дублёр перчатки Фредди
- Калли Фредриксен — водитель лимузина
- Синди Гуаэрди — Ким
- Тамара Марк — Патрис Инглунд
- Сэм Рубин —играет самого себя
- Мариен Маддалина — играет саму себя

## Производство

### Сценарий
Перед тем как приступить к съёмкам данного фильма, Уэс Крейвен пересмотрел все части «Кошмара на улице Вязов» и, по его словам, так и не смог найти общую сюжетную линию. Работая над сценарием, Крэйвен включил многие события из жизни актёров в сюжет — так Хезер Лэнгенкамп действительно преследовал сумасшедший фанат.

### Кастинг
Многие актёры и члены съёмочной группы сыграли вымышленные версии самих себя. Лэнгенкэмп уже была знакома с Хьюзом — они встретились на съёмочной площадке «Кладбища домашних животных», где работал муж актрисы. Крэйвен хотел пригласить Джонни Деппа сыграть небольшую роль в сцене похорон, но посчитал, что актёр откажется из-за своего статуса; а уже после премьеры фильма Депп сказал, что с удовольствием принял бы предложение.

### Дизайн и спецэффекты
Картину с Фредди, которую рисует Роберт Инглунд создала художница Линда Ньюман (англ. Linda Newman). Картину подарила одному из членов съёмочной группы производственный дизайнер студии Синтия Чэритт, позже она была продана на аукционе.

### Локации
- Дом Хезер расположен на Кэлвин-Авеню в районе Тарзана в Калифорнии[6].
- Чейза похоронили на кладбище «Анджелус-Роуздейл»[6].
- Съёмки в офисе легендарной компании проходили в настоящих помещениях New Line Cinema[6].

## Саундтрек
Wes Craven’s New Nightmare [Score — J. Peter Robinson]
1. Playground
2. New Nightmare Begins
3. And Now… Heeeere’s Freddy!
4. Heather and Chase Theme
5. Scratches
6. Phone Calls
7. Glove Goes Berserk
8. Heather’s Departure
9. Dylan Tells Heather About Rex
10. Heather’s Concert
11. Bedtime Story (Dylan’s Theme)
12. Chase’s Blues
13. Claw and Chase’s Death
14. Police Tell Heather About Chase
15. Funeral
16. Park
17. Nosebleed
18. Robert’s Painting
19. Claw in Heather’s Bed
20. Attack
21. Heather Reassures Dylan
22. Wes Craven’s Nightmare
23. Never Sleep Again
24. Miss Me??!!
25. Oxgentyton
26. Everything’s Not All Right!
27. Freeway
28. Transformation
29. Bread Crumbs
30. Freddy’s Netherworld
31. Script / Freddy’s Attacks
32. Tongue / Escape
33. Safe at Last???

В фильме также звучала песня «Losing My Religion» из репертуара группы R.E.M. — Чейз напевает эту песню, чтобы не уснуть за рулём.

## Релиз

### Продвижение
Для рекламы фильма использованы слоганы:
- «One, Two, Freddy’s coming for you…» — «Раз, два, Фредди заберёт тебя…»
- «He’s Back, And He’s Scarier Than Any Witch!» — «Он вернулся! И он страшнее любой ведьмы!»
- «This time, staying awake won’t save you.» — «На этот раз, даже если ты проснёшься, тебе это не поможет…»

### Кассовые сборы
В первые выходные фильм собрал $6,6 миллионов, оказавшись на третьей строчке проката, а мировом прокате картины собрала $19,8 миллионов — это самый низкий показатель во всей франшизе. В документальном фильме «Больше никогда не спи: Наследие улицы Вязов» создатели отмечают, у картины в прокате не было шансов из-за выхода «Криминального чтива».

### Критика
Роджер Эберет написал, что «этот фильм лучше, чем „Крик“ и его продолжения».

### Номинации
Фильм получил номинацию на премию «Независимый дух» в категории «Лучший фильм года».

## Фильм на видео

### США
Компания New Line Home Video выпустила фильм на VHS 27 января 1995 года, а 22 августа 2000 в продажу поступило DVD-издание от New Line Home Entertainment.

### Россия
Премьера фильма на DVD состоялась летом 2008 года, когда компании Central Partnership и «Синема Трейд» начали выпуск всего сериала на лицензионных дисках для 5-го региона. Однослойный диск содержал русские субтитры, а также две звуковые дорожки — русскую и английскую — в формате Dolby Digital 5.1. Изображение было представлено в WideScreen 16:9 (1.78:1). Издание было красочно оформлено и имело картонную красную обложку, на диске имелись бонусы в виде фильмографий актёров.
Позже было выпущено региональное издание с чёрной обложкой, а также двух-дисковое издание всего сериала. Кроме того, существует 7-дисковое издание сериала под одной обложкой. В коробке также имелся буклет на русском языке с информацией о создании фильмов.

## Адаптации и упоминания

### Франшиза
Адаптацию сценария фильма написал Дэвид Бергантино, роман поступил в продажу в 1994 году. Автор описывает режиссёра и сценариста Уэса Крэйвена как «смотрителя» или «надзирателя» (англ. jailor) для древней Сущности, которая приняла облик Фредди Крюгера, и преследует актёров и создателей серии фильмов «Кошмар на улице Вязов».
Убийство Джули в больнице повторяет аналогичный эпизод из первого «Кошмара на улице Вязов», в котором погибает Тина Грей.

### Другие проекты
- Сцена в больнице, в которой Дилана тошнит на Хизер, является отсылка к аналогичному эпизоду из классического фильма «Изгоняющий дьявола».